# Länsväg C 600
Länsväg 600, egentligen Länsväg C-600 (länsbokstaven för Uppsala län särskiljer vägen), går från Uppsala till Mehedeby och är den gamla E4:an (före 1962 riks-13) på denna sträcka. 
Vägen är i princip spikrak från korsningen mellan Svartbäcksgatan och Skolgatan i Uppsala upp till Björklinge kyrka; en sträcka på 19 km. Avvikelser är senare tillkomna rondeller med mera. 

## Sträckning
Trafikplats Svartbäcken (Rv 55)–Ärna gård (C 694, C 631)–Svista (C 633, C 695)–Lövstalöt (C 635)–Högsta (C 639)–Björklinge (C 700, C 641, C 645, C 705)–Närlinge (C 646)–Backbo (C 706)–Läby (C 714)–Vendelsvarv (C 712)–Finntorp (C 647)–Månkarbo (C 713, C 746)–Yttrö (C 748)–Gryttjom (C 749)–Tierps kyrka (C 751, C 752)–Torslunda (C 742)–Gubbo (Lv 292)–Odenslätt (C 755)–Mehedeby (C 757, Lv 291).

## Historia
Vägen förlängdes mellan Björklinge och Mehedeby 17 oktober 2007. Hela vägen var del av E4 före den 21 december 2006, då en etapp av den nya E4:an öppnades mellan Uppsala och Björklinge trafikplats och ersatte den gamla E4. Resterande delen av motorvägen – nya E4 öppnades den 17 oktober 2007 och därmed förlängdes länsväg 600 till Mehedeby där den ansluter till nuvarande E4 medan gamla E4 fortsätter som Länsväg 291. Vägen har sedan E4-ombyggnaden sin södra ände vid Bärbyleden (Riksväg 55) i Uppsala.
Vägnumret 600 skyltas inte som vägnummer och sätts inte ut på allmänna vägkartor, men refereras i enstaka planskilda korsningar med cykelbanor i Uppsala.